# ISO 3166-2:CX
ISO 3166-2:CX – kody ISO 3166-2 dla Wyspy Bożego Narodzenia.
Kody ISO 3166-2 to część standardu ISO 3166 publikowanego przez Międzynarodową Organizację Normalizacyjną. Kody te są przypisywane głównym jednostkom podziału administracyjnego, takim jak np. województwa czy stany, każdego kraju posiadające kod w standardzie ISO 3166-1. 
Aktualnie (2017) dla Wyspy Bożego Narodzenia nie zdefiniowano kodów dla podjednostek administracyjnych, a Wyspa Bożego Narodzenia, pomimo że jest terytorium zależnym, nie posiada kodu ISO 3166-2:AU, wynikającego z podziału terytorialnego Australii. 